# エスキモー・アレウト語族

エスキモー・アレウト諸語の分布

エスキモー・アレウト語族（エスキモー・アレウトごぞく、英: Eskaleut, Eskimo–Aleut, Inuit–Yupik–Unangan）は、アメリカ先住民諸語の中の言語グループの一つ。主にアメリカ合衆国アラスカ州、カナダ北部、グリーンランド、極東ロシア最東部に話者がいる。エスキモーとして知られるカナダのイヌイット、アラスカ〜シベリアのユピク、アリューシャン列島のアレウト族らの母語・アレウト語である。

## 分類
大きくエスキモー諸語（ユピック・イヌイット諸語）とアレウト諸語に分かれる。
エスキモー諸語は伝統的にイヌイット語とユピック語の2系統に分類されている。
- アレウト諸語
- エスキモー諸語（ユピック・イヌイット諸語）
  - ユピック語
    - アリュティーク語
    - 中央アラスカ・ユピック語
    - シベリア・ユピック語
    - ナウカン語
    - シレニック語

  - イヌイット語
    - イヌピアック語
    - イヌヴィアルクトゥン語
    - イヌクティトゥット語
      - イヌイナクトゥン語

    - グリーンランド語

## 特徴
言語類型論においては包合語（複統合的言語）であり、能格言語である。

## かつての分布
アレキサンダー・ボビン（2015）は、ツングース語族の北部語群に、ツングース語族の南部語群には見られないエスキモー・アレウト語からの借用語が含まれることから、エスキモー・アレウト語がかつてはシベリア東部に広く分布していたと推定している。